# Чемпионат мира по волейболу среди девушек 2021
17-й Чемпионат мира по волейболу среди девушек проходил с 20 по 29 сентября 2021 года в городе Виктория-де-Дуранго (Мексика)  с участием 18 сборных команд, составленных из игроков не старше 18 лет. Чемпионский титул во 2-й раз в своей истории выиграла юниорская сборная России.

## Команды-участницы
Мексика — команда страны-организатора;
Россия, Турция, Сербия, Италия, Румыния, Польша — по итогам чемпионата Европы среди девушек 2020;
Таиланд — по итогам чемпионата Азии среди девушек 2018;
США, Канада, Пуэрто-Рико, Доминиканская Республика — по результатам рейтинга NORCECA;
Бразилия, Перу, Аргентина — по результатам рейтинга CSV;
Египет, Болгария, Словакия — по результатам рейтинга FIVB на 31.03.2021.

## Квалификация
Всего для участия в чемпионате мира квалифицировались 20 команд. Кроме сборной Мексики, представляющей страну-хозяйку чемпионата, 19 команд должны были преодолеть отбор по итогам пяти континентальных чемпионатов, которые должны были завершиться не позднее 2020 года. Однако из-за пандемии COVID-19 чемпионаты NORCECA, Южной Америки и Африки в указанный срок не состоялись, а были перенесены на 2021 год, но в итоге первенства NORCECA и Южной Америки были отменены. После отказа от участия в чемпионате мира трёх из четырёх представителей Азии 3 вакантные путёвки были распределены по итогам мирового рейтинга юниорских сборных.
| Турнир                                                     | Дата             | Место проведения | Количество путёвок | Команды                                         |
| ---------------------------------------------------------- | ---------------- | ---------------- | ------------------ | ----------------------------------------------- |
| Сборная страны-организатора чемпионата                     |                  |                  | 1                  | Мексика                                         |
| Чемпионат Европы среди девушек 2020                        | 1—9 октября 2020 | Подгорица        | 6                  | Россия Турция Сербия Италия Румыния Польша      |
| Чемпионат Азии среди девушек 2018                          | 20—27 мая 2018   | Накхонпатхом     | 4 1*               | Япония Китай Таиланд Южная Корея*               |
| Чемпионат NORCECA среди девушек 2020 Рейтинг NORCECA U18   |                  |                  | 4                  | США Канада Пуэрто-Рико Доминиканская Республика |
| Чемпионат Южной Америки среди девушек 2020 Рейтинг CSV U18 |                  |                  | 3                  | Бразилия Перу Аргентина                         |
| Чемпионат Африки среди девушек 2020                        | март 2021        | Абуджа           | 2                  | Камерун Нигерия                                 |
| Мировой рейтинг U18                                        | 31 марта 2021    |                  | 3                  | Египет Болгария Словакия                        |

- Япония, Китай и Южная Корея отказались от участия в чемпионате. Вместо них путёвки по мировому рейтингу были предоставлены Египту, Болгарии и Словакии.

## Система розыгрыша
Соревнования состояли из предварительного этапа и плей-офф. На предварительной стадии команды-участницы были разбиты на 4 группы, в которых играли в один круг. 16 команд (по 4 лучшие из каждой группы) вышли в 1/8-финала плей-офф и далее по системе с выбыванием определили призёров чемпионата. Итоговые 5—8-е места разыграли команды, выбывшие в четвертьфинале плей-офф, итоговые 9—16-е — выбывшие в 1/8-финала.
Первичным критерием при распределении мест в группах являлось общее количество побед. При равенстве этого показателя в расчёт последовательно брались количество очков, соотношение партий, мячей, результаты личных встреч. За победы со счётом 3:0 и 3:1 команды получали по 3 очка, за победы 3:2 — по 2 очка, за поражения 2:3 — по 1 очку, за поражения 0:3 и 1:3 очки не начислялись.
По группам предварительного этапа команды-участницы были распределены по системе "змейка" в соответствии с их мировым рейтингом по состоянию на 1 марта 2021 года (указан в скобках). Команда страны-хозяйки чемпионата возглавила свою группу вне зависимости от рейтинга. 
Состав групп первого этапа выглядит следующим образом:
| Группа A                                                          | Группа B                                                                  | Группа С                                                        | Группа D                                                           |
| ----------------------------------------------------------------- | ------------------------------------------------------------------------- | --------------------------------------------------------------- | ------------------------------------------------------------------ |
| Мексика (хозяин) Камерун* (9) Сербия (12) Канада (17) Польша (20) | Италия (1) Турция (8) Перу (10) Египет (14) Доминиканская Республика (52) | США (2) Румыния (6) Нигерия* (11) Таиланд (18) Пуэрто-Рико (20) | Бразилия (3) Россия (4) Болгария (13) Аргентина (15) Словакия (24) |

- Команды Камеруна и Нигерии отказалась от участия в чемпионате.

## Игровые арены
Виктория-де-Дуранго.
В спортивном зале «Фенаду Арена» (Fenadu Arena) прошли матчи групп А и С предварительного этапа, 1/8-финала и поединки плей-офф за 1-8 места. Вместимость 3500 зрителей.
В спортивном зале «Аудиторио дель Пуэбло» (Auditorio del Pueblo) прошли матчи групп B и D предварительного этапа, 1/8-финала и поединки плей-офф за 9-16 места. Вместимость 2000 зрителей.

## Предварительный этап
|  | Прошедшие в плей-офф |

### Группа A
| М | Команда | 1   | 2   | 3   | 4   | И | В | П | С/П | О |
| - | ------- | --- | --- | --- | --- | - | - | - | --- | - |
| 1 | Сербия  |     | 3:2 | 3:0 | 3:0 | 3 | 3 | 0 | 9:2 | 8 |
| 2 | Польша  | 2:3 |     | 3:2 | 3:0 | 3 | 2 | 1 | 8:5 | 6 |
| 3 | Мексика | 0:3 | 2:3 |     | 3:0 | 3 | 1 | 2 | 5:6 | 4 |
| 4 | Канада  | 0:3 | 0:3 | 0:3 |     | 3 | 0 | 3 | 0:9 | 0 |

 Камерун — отказ.
20 сентября
Сербия — Польша 3:2 (22:25, 25:10, 23:25, 25:14, 15:6).
21 сентября
Мексика — Канада 3:0 (25:18, 25:7, 25:22).
22 сентября
Сербия — Канада 3:0 (25:11, 25:10, 25:22).
23 сентября
Польша — Мексика 3:2 (21:25, 25:16, 21:25, 25:12, 15:13).
24 сентября
Польша — Канада 3:0 (25:18, 25:18, 25:13); Сербия — Мексика 3:0 (25:14, 25:23, 25:18).

### Группа В
| М | Команда                  | 1   | 2   | 3   | 4   | 5   | И | В | П | С/П  | О  |
| - | ------------------------ | --- | --- | --- | --- | --- | - | - | - | ---- | -- |
| 1 | Италия                   |     | 3:0 | 3:0 | 3:0 | 3:1 | 4 | 4 | 0 | 12:1 | 12 |
| 2 | Турция                   | 0:3 |     | 3:0 | 3:0 | 3:2 | 4 | 3 | 1 | 9:5  | 8  |
| 3 | Доминиканская Республика | 0:3 | 0:3 |     | 3:1 | 3:1 | 4 | 2 | 2 | 6:8  | 6  |
| 4 | Перу                     | 0:3 | 0:3 | 1:3 |     | 3:1 | 4 | 1 | 3 | 4:10 | 3  |
| 5 | Египет                   | 1:3 | 2:3 | 1:3 | 1:3 |     | 4 | 0 | 4 | 5:12 | 1  |

20 сентября
Турция — Доминиканская Республика 3:0 (25:15, 25:21, 25:18); Перу — Египет 3:1 (20:25, 25:22, 25:20, 25:22).
21 сентября
Италия — Египет 3:1 (22:25, 25:12, 25:10, 25:16); Турция — Перу 3:0 (25:13, 25:21, 25:10).
22 сентября
Доминиканская Республика — Перу 3:1 (18:25, 25:22, 25:21, 25:23); Италия — Турция 3:0 (25:22, 25:23, 25:19).
23 сентября
Турция — Египет 3:2 (25:18, 25:10, 21:25, 20:25, 15:10); Италия — Доминиканская Республика 3:0 (25:18, 25:21, 25:19).
24 сентября
Италия — Перу 3:0 (25:21, 25:23, 25:19); Доминиканская Республика — Египет 3:1 (23:25, 25:22, 25:23, 25:13).

### Группа C
| М | Команда     | 1   | 2   | 3   | 4   | И | В | П | С/П | О |
| - | ----------- | --- | --- | --- | --- | - | - | - | --- | - |
| 1 | США         |     | 3:1 | 3:0 | 3:0 | 3 | 3 | 0 | 9:1 | 9 |
| 2 | Румыния     | 1:3 |     | 3:2 | 3:0 | 3 | 2 | 1 | 7:5 | 5 |
| 3 | Таиланд     | 0:3 | 2:3 |     | 3:0 | 3 | 1 | 2 | 5:6 | 4 |
| 4 | Пуэрто-Рико | 0:3 | 0:3 | 0:3 |     | 3 | 0 | 3 | 0:9 | 0 |

 Нигерия — отказ.
20 сентября
Румыния — Пуэрто-Рико 3:0 (25:19, 25:19, 25:21).
21 сентября
США — Таиланд 3:0 (25:18, 25:20, 25:23).
22 сентября
США — Румыния 3:1(25:21, 25:11, 18:25, 25:16).
23 сентября
США — Пуэрто-Рико 3:0 (25:9, 25:15, 25:9); Румыния — Таиланд 3:2 (25:15, 23:25, 22:25, 25:19, 15:10).
24 сентября
Таиланд — Пуэрто-Рико 3:0 (25:20, 25:23, 25:20).

### Группа D
| М | Команда   | 1   | 2   | 3   | 4   | 5   | И | В | П | С/П  | О  |
| - | --------- | --- | --- | --- | --- | --- | - | - | - | ---- | -- |
| 1 | Россия    |     | 3:2 | 3:0 | 3:0 | 3:0 | 4 | 4 | 0 | 12:2 | 11 |
| 2 | Бразилия  | 2:3 |     | 3:1 | 3:0 | 3:0 | 4 | 3 | 1 | 11:4 | 10 |
| 3 | Словакия  | 0:3 | 1:3 |     | 3:1 | 3:1 | 4 | 2 | 2 | 7:8  | 6  |
| 4 | Аргентина | 0:3 | 0:3 | 1:3 |     | 3:1 | 4 | 1 | 3 | 4:10 | 3  |
| 5 | Болгария  | 0:3 | 0:3 | 1:3 | 1:3 |     | 4 | 0 | 4 | 2:12 | 0  |

20 сентября
Россия — Словакия 3:0 (25:15, 25:19, 25:22); Аргентина — Болгария 3:1 (24:26, 25:15, 25:19, 25:14).
21 сентября
Бразилия — Аргентина 3:0 (25:23, 25:22, 25:16); Россия — Болгария 3:0 (25:9, 25:13, 25:17).
22 сентября
Словакия — Болгария 3:1 (25:17, 25:19, 21:25, 25:14); Россия — Бразилия 3:2 (25:23, 16:25, 19:25, 25:14, 15:12).
23 сентября
Россия — Аргентина 3:0 (25:12, 25:17, 25:20); Бразилия — Словакия 3:1 (25:16, 25:16, 24:26, 25:22).
24 сентября
Бразилия — Болгария 3:0 (25:14, 25:20, 25:17); Словакия — Аргентина 3:1 (21:25, 25:23, 25:13, 25:20).

## Матч за 17-е место
27 сентября
Болгария — Египет 3:0 (25:20, 25:20, 26:24).

## Плей-офф

### 1/8-финала
26 сентября
Россия — Пуэрто-Рико 3:0 (25:12, 25:11, 25:13).
Польша — Доминиканская Республика 3:0 (25:19, 25:11, 25:16).
Бразилия — Таиланд 3:1 (25:19, 25:23, 24:26, 25:23).
Сербия — Перу 3:1 (25:13, 25:21, 17:25, 25:15).
Италия — Канада 3:0 (25:10, 25:10, 25:13).
Румыния — Словакия 3:2 (21:25, 25:22, 16:25, 25:21, 15:11).
Турция — Мексика 3:0 (25:17, 25:13, 25:17).
США — Аргентина 3:2 (26:24, 23:25, 21:25, 25:18, 15:7).

### Четвертьфинал за 9—16-е места
27 сентября
Доминиканская Республика — Пуэрто-Рико 3:1 (18:25, 25:13, 25:12, 25:18).
Таиланд — Перу 3:0 (25:23, 25:18, 25:17).
Словакия — Канада 3:1 (23:25, 25:22, 25:17, 25:11).
Аргентина — Мексика 3:1 (23:25, 25:23, 25:23, 25:15).

### Четвертьфинал за 1—8-е места
27 сентября
Россия — Польша 3:0 (25:11, 25:12, 25:15).
Сербия — Бразилия 3:1 (25:23, 25:20, 22:25, 25:20).
Италия — Румыния 3:0 (25:15, 25:18, 25:13).
США — Турция 3:2 (19:25, 25:23, 22:25, 25:21, 15:9).

### Полуфинал за 13—16-е места
28 сентября
Перу — Пуэрто-Рико 3:1 (25:13, 25:12, 25:18).
Мексика — Канада 3:0 (25:20, 28:26, 25:16).

### Полуфинал за 9—12-е места
28 сентября
Доминиканская Республика — Таиланд 3:1 (25:16, 25:18, 24:26, 25:20).
Аргентина — Словакия 3:2 (16:25, 25:21, 23:25, 25:19, 15:5).

### Полуфинал за 5—8-е места
28 сентября
Бразилия — Польша 3:2 (25:17, 22:25, 25:22, 19:25, 15:11).
Румыния — Турция 3:1 (25:20, 23:25, 25:18, 25:19).

### Полуфинал за 1—4-е места
28 сентября
Россия — Сербия 3:0 (25:13, 25:8, 25:21).
Италия — США 3:0 (25:23, 25:18, 25:22).

### Матч за 15-е место
29 сентября
Пуэрто-Рико — Канада 3:0 (25:21, 28:26, 25:23).

### Матч за 13-е место
29 сентября
Мексика — Перу 3:0 (25:18, 25:16, 25:14).

### Матч за 11-е место
29 сентября
Таиланд — Словакия 3:1 (22:25, 25:22, 25:19, 25:23).

### Матч за 9-е место
29 сентября
Аргентина — Доминиканская Республика 3:0 (25:20, 25:17, 25:18).

### Матч за 7-е место
29 сентября
Турция — Польша 3:0 (25:21, 25:17, 27:25).

### Матч за 5-е место
29 сентября
Бразилия — Румыния 3:0 (25:17, 25:14, 25:12).

### Матч за 3-е место
29 сентября
США — Сербия 3:1 (25:23, 25:18, 26:28, 25:18).

### Финал
| 29 сентября 2021 | \| Россия \| 3:0 fivb.org \| Италия \| \| Наталья Суворова (12) Анастасия Капралова (10) Дарья Заманская (6) Алина Попова (12) Виктория Кобзарь (2) Варвара Сергеева (12) Анна Хабибрахманова (либеро) Ирина Артюхина (1) Алина Рубцова Оксана Швыдкая (1) \| Голы \| Наузика Аччари (4) Доминика Джулиани (12) Джулия Итума (13) Джулия Вишони (2) Виола Пассаро (1) Ислам Ганнар (11) Эмма Барберо (либеро) Мануэла Рибеки Сара Беллья Николе Модести Лиза Эспозито Илария Батте \| | Виктория-де-Дуранго Fenadu Arena 1200 зрителей |
| Счёт по партиям — 25:16, 25:17, 25:20. Время матча — 1 час 08 минут. Судьи: Самара Севор, Натан Махавен. | | |
| Россия | 3:0 fivb.org | Италия |
| Наталья Суворова (12) Анастасия Капралова (10) Дарья Заманская (6) Алина Попова (12) Виктория Кобзарь (2) Варвара Сергеева (12) Анна Хабибрахманова (либеро) Ирина Артюхина (1) Алина Рубцова Оксана Швыдкая (1) | Голы | Наузика Аччари (4) Доминика Джулиани (12) Джулия Итума (13) Джулия Вишони (2) Виола Пассаро (1) Ислам Ганнар (11) Эмма Барберо (либеро) Мануэла Рибеки Сара Беллья Николе Модести Лиза Эспозито Илария Батте |

## Итоги

### Положение команд
| Место | Команда                  |
| ----- | ------------------------ |
| 1     | Россия                   |
| 2     | Италия                   |
| 3     | США                      |
| 4     | Сербия                   |
| 5     | Бразилия                 |
| 6     | Румыния                  |
| 7     | Турция                   |
| 8     | Польша                   |
| 9     | Аргентина                |
| 10    | Доминиканская Республика |
| 11    | Таиланд                  |
| 12    | Словакия                 |
| 13    | Мексика                  |
| 14    | Перу                     |
| 15    | Пуэрто-Рико              |
| 16    | Канада                   |
| 17    | Болгария                 |
| 18    | Египет                   |

### Призёры
Россия: Наталья Суворова, Анастасия Капралова, Виктория Демидова, Ирина Артюхина, Дарья Заманская, Алина Рубцова, Алина Попова, Оксана Швыдкая, Виктория Кобзарь, Анна Хабибрахманова, Анастасия Жаброва, Варвара Сергеева. Главный тренер — Александр Кариков.
  Италия: Наузика Аччари, Илария Батте, Доминика Джулиани, Джулия Итума, Джулия Вишони, Николе Модести, Мануэла Рибеки, Виола Пассаро, Сара Беллья, Лиза Эспозито, Эмма Барберо, Ислам Ганнар. Главный тренер — Марко Менкарелли. 
  США: Лэни Чобой, Хлоэ Чикойн, Берген Рейлли, Маккенна Вучерер, Каролайн Джуревичус, Харпер Маррей, Алексис Стаки, Девин Кахахавай, Элоиз Брандеви, Джулия Бляшов, Ребека Аллик, Маргарет Мендельсон. Главный тренер — Джейми Моррисон.

### Индивидуальные призы
| - MVP Наталья Суворова - Лучшая связующая Виктория Кобзарь - Лучшие центральные блокирующие Наталья Суворова Хена Куртагич | - Лучшая диагональная Джулия Вишони - Лучшие доигровщицы Джулия Итума Маккенна Вучерер - Лучшая либеро Эмма Барберо |